# Парадински, Фелипе
Фелипе Парадински дус Сантус (порт.-браз. Felipe Paradynski dos Santos; 16 мая 1994, Ижуи, Риу-Гранди-ду-Сул, Бразилия) — бразильский и армянский игрок в мини-футбол, полузащитник клуба «Ухта».

## Карьера
Фелипе родился 16 мая 1994 в бразильском городе Ижуи. Он начал заниматься мини-футболом в 4 года, в своем родном городе.
Стал одним из самых молодых дебютантов в истории сборной Бразилии по мини-футболу: впервые он был вызван в главную команду страны на сборы в Форталезе в 2012 году в возрасте 18 лет. Во второй раз главный тренер сборной Бразилии Маркос Сорато пригласил Фелипе и ряд других молодых игроков в команду на два товарищеских матча против сборной Колумбии, которые проходили через неделю после победы «Селесао» на чемпионате мира 2012 года в Таиланде.
В начале 2013 года вместе с тем же Сорато перешёл в «Тюмень», выступающую в российской Суперлиге.
В 2013 году он выиграл Кубок Америки среди молодёжных команд. На нем он стал лучшим игроком и лучшим бомбардиром. В 2014 и 2015 годах Фелипе входил в десятку лучших молодых игроков года по версии «Futsal Planet».
В 2014 году покинул «Тюмень» и перешел в испанскую «Пальму». По окончании сезона 2018/19 Фелипе не стал продлевать действующее соглашение с «Пальмой» и покинул клуб.
Спустя некоторое время после отъезда из Пальмы бразилец присоединился к испанскому «Эль-Посо» из Мурсии. В дебютном для Фелипе сезоне команда смогла дойти до финала Лиги чемпионов 2019/20, но уступила в нём «Барселоне».
В апреле 2019 года вызывался в сборную Бразилии для участия в товарищеских матчах против сборных Сербии и Польши.
2 июля 2021 года Фелипе стал игроком «Ухты». В феврале 2024 года Фелипе стал лучшим бомбардиром первого розыгрыша возрожденного Кубка лиги, забив 6 голов, 2 из которых в финале и помог «Ухте» стать обладателем трофея. В Кубке Лиги сезона 2024/25 с 8 забитыми мячами вновь стал лучшим бомбардиром турнира, дойдя с «Ухтой» до финала. 
В августе 2023 года Фелипе получил армянское гражданство. В сентябре того же года дебютировал за сборную Армении, однако позднее решением ФИФА был лишён возможности выступать за сборную.

## Достижения

### Командные
«Жарагуа»
- Победитель Чемпионата Бразилии: 2010

«Эль-Посо»
- Серебряный призёр Чемпионата Испании: 2018/19
- Бронзовый призёр Чемпионата Испании: 2020/21

«Ухта»
- Чемпион России: 2024/25
- Серебряный призёр  Чемпионата России: 2023/24
- Обладатель Кубка Лиги: 2024
- Победитель Международного турнира на призы Тюменской области: 2023

Молодёжная сборная Бразилии
- Обладатель молодёжного Кубка Америки: 2013

Личные
- Лучший бомбардир Чемпионата России (2): 2023/24,  2024/25
- Лучший бомбардир Кубка Лиги (2): 2024, 2024/25
- Лучший игрок молодёжного Кубка Америки: 2013
- Лучший бомбардир молодёжного Кубка Америки: 2013